# Cittaslow

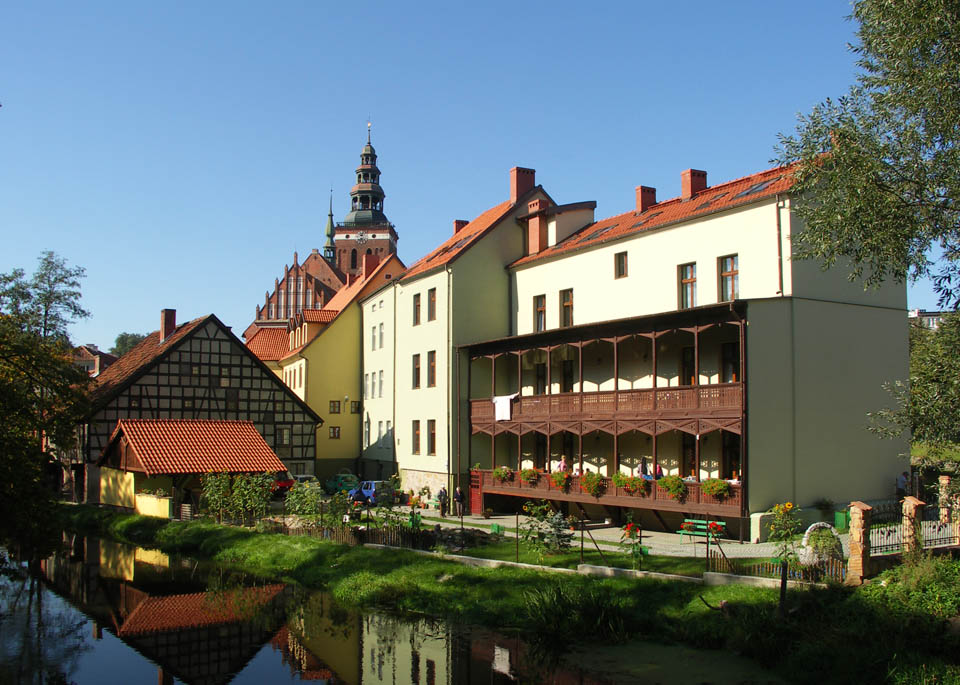
Lidzbark Warmiński, Polen

Cittaslow (italienska Città Slow av città, italienska för "stad" och slow, engelska för långsam) är ett internationellt nätverk mellan mindre kommuner, vilket startades i Italien 1999. Nätverket har sitt ursprung i Slow Foodrörelsen, som är emot snabbmatfenomenet. 
Syftet med Cittaslow är: "Internationellt nätverk för det goda livet". För att kunna vara med i detta nätverk får en kommun ha högst 50 000 innevånare. Det finns drygt 50 kriterier som Cittaslow jobbar med. De är fördelade på sex huvudområden: Miljö, infrastruktur, stadsplanering, lokal produktion, gästfrihet och information/engagemang. Nätverket består av ca 120 kommuner. Ett nordiskt nätverk för Cittaslow är under uppstart. Falköpings kommun är den första i Sverige som är medlem i nätverket.

## Cittaslow - sex nyckelområden
1. Miljö
2. Infrastruktur
3. Stadens kvalitet
4. Lokala produkter
5. Gästfrihet
6. Engagemang[1]

## Cittaslow-kommuner i urval
- Eidskog, Norge
- Falköping, Sverige
- Hartberg, Österrike
- Kristinestad, Finland
- Levanger, Norge
- Lidzbark Warmiński, Polen
- Mendrisio, Schweiz
- Sokndal, Norge
- Svendborg, Danmark